# Rimbalzello

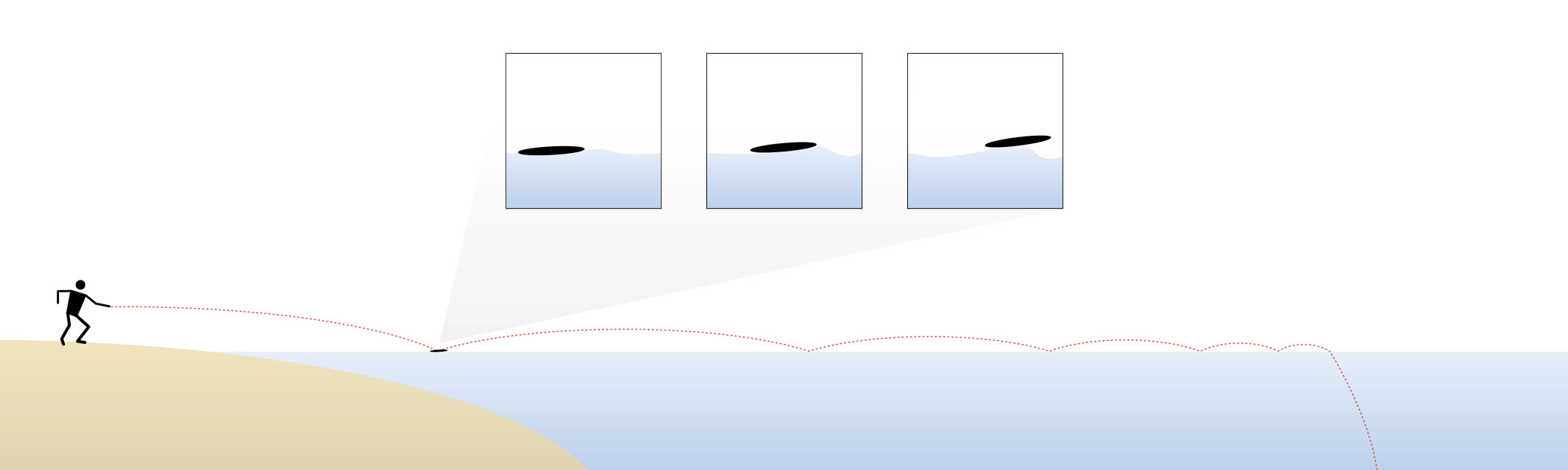
Schema del movimento di un ciottolo

Il rimbalzello è un gioco che consiste nel lanciare un ciottolo piatto nell'acqua in modo che rimbalzi più volte sulla sua superficie prima di affondare. Più rimbalzerà la pietra, più il lancio sarà riuscito. Ogni salto del ciottolo si chiama appunto "rimbalzo". Si svolgono campionati ed esistono associazioni che riuniscono appassionati di questo gioco.

## Meccanismo
Il meccanismo che permette il rimbalzo di un ciottolo (con una densità superiore a quella dell'acqua) si basa sulla superiorità della forza d'appoggio del ciottolo rispetto alla forza di gravità. La forza d'appoggio di un liquido è direttamente proporzionale al quadrato della velocità d'immersione del ciottolo nel liquido moltiplicato per la superficie di contatto del ciottolo con l'acqua (meccanismi analoghi agiscono nello sci nautico). La forza di gravità è costante ed è definita soltanto dalla massa del ciottolo e dall'accelerazione in caduta libera. Ad ogni "rimbalzo", il ciottolo perde velocità e di conseguenza diminuisce anche la forza d'appoggio, e quando quest'ultima diventa minore della forza peso, la pietra affonda. Inoltre, dopo ogni contatto con l'acqua, il ciottolo acquista un moto angolare casuale (si rovescia), a causa del quale, col successivo "rimbalzo", la sua parte non piana può entrare in contatto con l'acqua: in tal caso la superficie di contatto del ciottolo con l'acqua diminuisce e con essa, di conseguenza, si riduce la forza d'appoggio. Per evitare questo, al momento del lancio si imprime alla pietra un moto rotatorio attorno all'asse perpendicolare alla parte piana: dopodiché, per la legge di conservazione della quantità di moto il rovesciamento della parte piana del ciottolo si riduce al minimo.

## Sport
Il lancio dei ciottoli è attualmente uno sport di cui si svolgono persino dei campionati. Il record attuale per il maggior numero di rimbalzi è detenuto da Kurt Steiner che Il 6 settembre 2013 ha realizzato 88 rimbalzi presso Red Bridge nella Foresta nazionale di Allegheny, superando il record precedente, stabilito da Max Steiner presso il Riverfront Park. Precedentemente il record era di 51 rimbalzi, realizzato da Russell Byars il 19 luglio 2007 nello stesso luogo. Il detentore del record di rimbalzi tra il 2002 e il 2007 è stato sempre Kurt Steiner con 40 rimbalzi realizzati durante una gara a Franklin.
Un altro tipo di gara è quella che si svolge dal 1997 a Easdale in Scozia, dove l'obiettivo è raggiungere con un lancio, la maggior distanza. Il Guinness World Record maschile di questa tipologia è attualmente detenuto da Dougie Isaacs con 121,8 m, mentre il record femminile è detenuto da Nina Luginbuhl con 52,5 m. Entrambi i lanci sono stati effettuati il 28 maggio 2018 presso il lago di Abernant.